# Lihtenštajn na Pesmi Evrovizije
Lihtenštajn se je na Pesem Evrovizije prijavil dvakrat, leta 1969 in 1979, vendar mu Evropska radiodifuzna zveza (EBU) nastopa ni dovolila, saj Lihtenštajn ni njen član. Lihtenštajn namreč nima niti nacionalne radijske ali televizijske postaje in zatorej sploh ne more postati član EBU-ja.
Leta 1969 je Lihtenštajn najbrž nameraval zastopati Vetty s pesmijo Un Beau Matin - pesem je bila v celoti v francoščini in tudi to je bilo v nasprotju s tedanjimi evrovizijskimi pravili, ki niso dopuščale celotnega besedila v jeziku, ki ni uradni jezik države.
Na Pesmi Evrovizije 1976 je bila potencialna lihtenštajnska predstavnica Biggi Bachmann s pesmijo My little cowboy. Bachmannova je čez nekaj let zastopala Švico.